# Brunettia microps
Brunettia microps är en tvåvingeart som beskrevs av Quate 1967. Brunettia microps ingår i släktet Brunettia och familjen fjärilsmyggor. Inga underarter finns listade i Catalogue of Life.